# Клайн, Ричард
Ричард Клайн (Кляйн, англ. Richard G. Klein; род. 11.04.1941, Чикаго) — американский палеоантрополог, специалист по палеоантропологии Африки и Европы. Доктор философии (1966), именной профессор Стэнфорда, член НАН США (2003).

## Биография
Окончил Мичиганский университет (бакалавр антропологии, 1962), в колледже которого занимался с 1958 года. Первоначально планировал изучать русский язык и физику, однако затем переключился на палеоантропологию. После учился в Чикагском университете, где получил степени магистра (1964) и доктора философии (1966) по антропологии. Занимался с профессором Francis Clark Howell, специализировавшемся на неандертальцах. После получения магистерской степени некоторое время занимался в Университете Бордо у профессора Франсуа Борда, оказавшего на него большое влияние. В 1965 году посетил Москву и Ленинград для исследовательской работы, коя, однако, в силу специфики того времени, получилась весьма ограниченной.
Преподавал недолговременно в университетах Висконсин-Милуоки, Северо-Западном и Вашингтонском.
С 1973 года профессор Чикагского университета.
С 1993 года в Стэнфорде, именной профессор (Anne T. and Robert M. Bass Professor) антропологии и биологии. Член Американской академии искусств и наук (1991).
На протяжении более трёх десятилетий практически ежегодно посещал с исследовательскими целями ЮАР, начиная с 1969 года. Также проводил полевые палеоантропологические исследования в Испании.
В 2002—2004 годах президент Южноафриканского археологического общества.
С 1981 года редактировал Journal of Archaeological Science. Член редколлегии PNAS.
Его книга «The Human Career» (1989; 1999; 3-е изд. 2009) посвящена вопросу происхождения человека. Третье издание книги стало существенно переработанным, освещая полученные научные результаты по вопросу за последние десять лет. Кляйн обоснованно указывает на происхождение современного человека в Африке, с последующим его распространением в Европе и Азии.